# Caenolophus
Il cenolofo (gen. Caenolophus) è un mammifero perissodattilo estinto di incerta collocazione sistematica, forse appartenente agli aminodontidi. Visse nell'Eocene medio (circa 45 - 38 milioni di anni fa) e i suoi resti fossili sono stati ritrovati in Asia.

## Descrizione
Questo animale doveva essere vagamente simile a un tapiro dalle forme particolarmente leggere e dalla struttura snella. Il cranio era piuttosto corto e le zampe piuttosto sottili. La morfologia di Caenolophus era effettivamente intermedia tra quella degli aminodontidi tipici (come Amynodon o Metamynodon) e quella dei ceratomorfi basali come Hyrachyus, dalle forme decisamente snelle. Sembra che Caenolophus superasse di poco il metro e mezzo di lunghezza. 

## Classificazione
Il genere Caenolophus venne descritto per la prima volta da William Diller Matthew e Walter Granger nel 1925, sulla base di resti fossili ritrovati nella zona di Shara Murum in Cina, in terreni dell'Eocene medio. Oltre alla specie tipo Caenolophus promissus, Matthew e Granger descrissero anche le specie C. obliquus e C. progressus, anch'esse provenienti dalla zona di Shara Murum. Altre specie attribuite a questo genere sono C. suprametalophus e C. magnus, descritte da Shi nel 1989 e provenienti dallo Shandong. Anche la specie Teilhardia pretiosa, proveniente dall'Eocene medio della Cina, sembrerebbe appartenere al genere Caenolophus. 
In ogni caso, la posizione tassonomica di questo animale è complessa: inizialmente Caenolophus è stato attribuito agli iracodontidi, un gruppo di rinoceronti corridori dalle forme particolarmente snelle, e successivamente agli aminodontidi, affini ai rinoceronti e dalle forme pesanti, simili a tapiri o ippopotami. È inoltre possibile che almeno una delle specie descritte da Matthew e Granger fosse attribuibile al genere nordamericano Triplopus. Sembra che Caenolophus fosse uno dei più arcaici tra gli aminodontidi, o comunque una forma strettamente correlata a questi animali. 